# Minčol (Čergov)
Minčol je nejvyšší vrchol slovenského pohoří Čergov. Dosahuje nadmořské výšky 1157 metrů. Leží na rozhraní okresů Bardejov, Sabinov a Stará Ľubovňa. Vrchol je bezlesý a je z něj výhled na hlavní hřeben i boční hřebeny Čergova, do doliny řeky Topľa, která pramení na jeho východním svahu.
Na vrcholové části a úbočích hory se nachází národní přírodní rezervace Čergovský Minčol. Vyhlášena byla v roce 1986 k ochraně horské karpatské květeny a lesních společenstev nejvyšších poloh Čergova.

## Přístup
- po červené značce z Obručného přes Dlhou a Malý Minčol
- po modré značce z Kyjova nebo ze sedla Priehyby
- po zelené značce z Čirče nebo z Kamenice
- po žluté značce z Šarišského Jestrabie nebo z Livovské Huty